# لویس بوئا مورته
لویس بوئا مورته (انگلیسی: Luís Boa Morte؛ زادهٔ ۴ اوت ۱۹۷۷) یک بازیکن فوتبال اهل پرتغال است.
وی همچنین در تیم ملی فوتبال پرتغال بازی کرده‌است.